# Vrouw ben je
Vrouw ben je was een tentoonstelling in het Tropenmuseum van 6 maart tot 12 mei 1975.
De tentoonstelling, die de sociale positie van de vrouw tot onderwerp had, was geheel in overeenstemming met de koers die het Tropenmuseum vanaf het begin van de jaren zeventig op gezag van minister Berend Jan Udink insloeg als presentatiecentrum van de mondiale ontwikkelingssamenwerking en de daarmee verbonden thema's en problemen, zoals droogte, analfabetisme, medische zorg, armoe en plattelandsontwikkeling. Het Internationaal Jaar van de Vrouw van de Verenigde Naties, met als thema de positie van de vrouw, was de specifieke aanleiding tot deze expositie. De gemiddelde vrouw, die op veel plaatsen ter wereld ondergeschikt is aan de man, speelt in het beste geval een rustige en traditionele maatschappelijke rol, in het slechtste geval wordt ze beschouwd en ingezet als onmondig werkpaard en een kinderen barende machine. De tentoonstelling gaf een actuele dwarsdoorsnede van de (toen) hedendaagse positie van de vrouw in verscheidene samenlevingen in de derde wereld, alsook in die van het Westen. Met foto's en leesteksten, en minder met objecten, werd tevens ingehaakt op de feministische emancipatiegolf van dat decennium. Benadrukt werd dat niet alleen in Europa en Noord-Amerika, maar ook in Afrika en Azië, toch al een gediscrimineerde wereld, vrouwen(organisaties) zich gingen verzetten tegen deze maatschappelijke onmondigheid en onderdrukking.

## Brochure
Bij de tentoonstelling verscheen een gelijknamige publicatie in de vorm van een dun, geïllustreerd magazine, dat door de redactrice was samengesteld uit korte nieuwe bijdragen, recente kranten- en tijdschriftartikelen, en een aantal stereotiepe vrouwonvriendelijke uitspraken van de Franse schrijver Paul Léautaud als omlijsting. Bijdragen waren onder anderen van Jan Blokker, Cisca Dresselhuys en Samora Machel, wiens openingsrede op de Eerste Conferentie van Mozambikaanse vrouwen in 1974 was opgenomen.

## Emancipade
De tentoonstelling 'Vrouw ben je' werd vanaf 20 mei tot 8 juni 1975 eveneens vertoond op de Emancipade, een manifestatie door en voor vrouwen in Utrecht.

## Bron
- Marian Bierenbroodspot, red., Vrouw ben je. Amsterdam: Tropenmuseum, 1975